# Pârâul lui Lupea
Pârâul lui Lupea este un afluent al râului Racovița. 